# Lance Reventlow
Lawrence Graf von Haugwitz-Hardenberg-Reventlow, mer känd som Lance Reventlow, född 24 februari 1936 i London, död i en flygolycka 24 juli 1972 utanför Aspen, Colorado, var en amerikansk racerförare. Han var ägare till racingstallet Scarab.

## F1-karriär
| Säsong | Stall/Tillverkare | Poäng | Placering |
| ------ | ----------------- | ----- | --------- |
| 1960   | Scarab            | 0     | -         |